# آبشار هشترخان

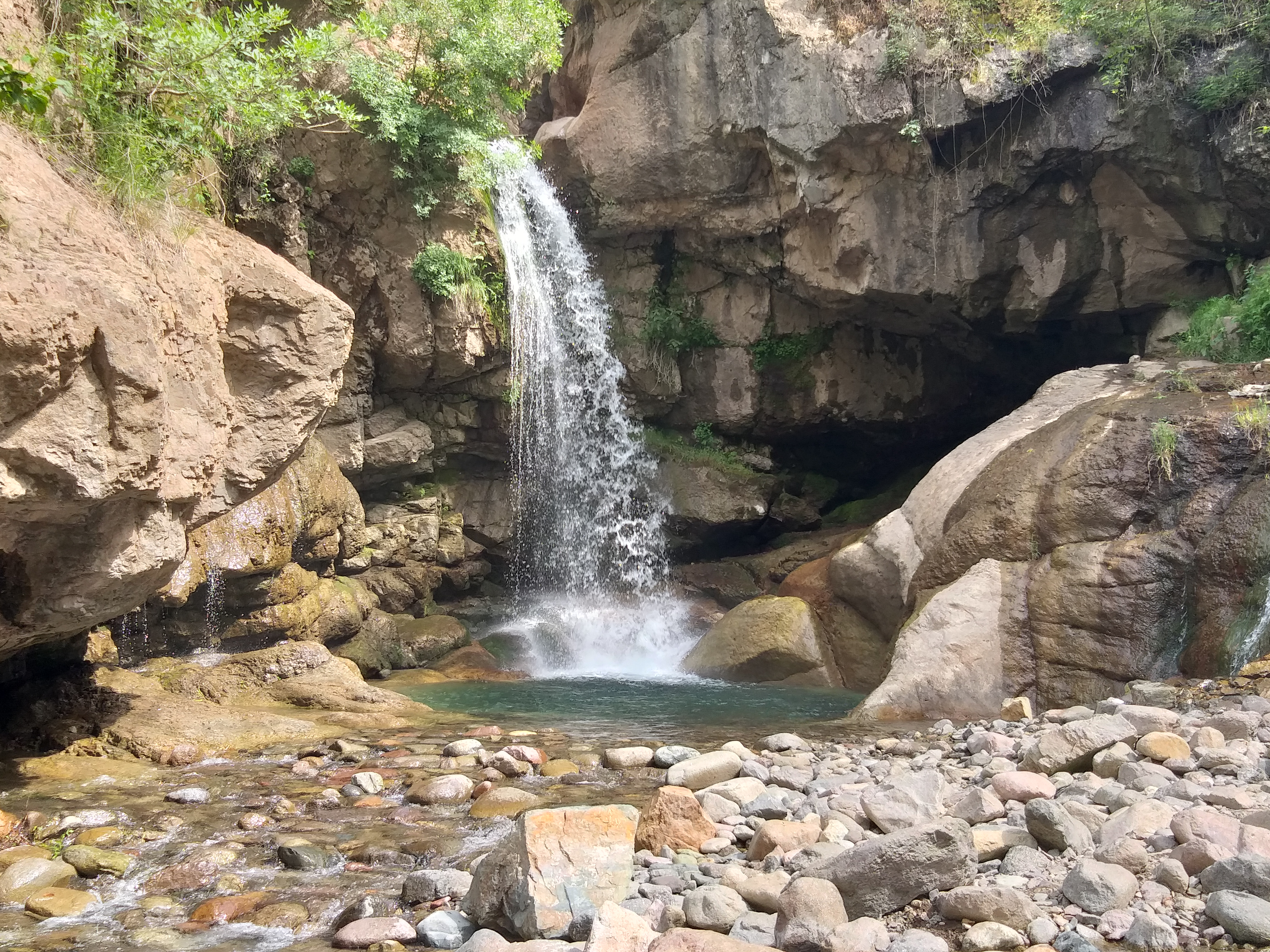

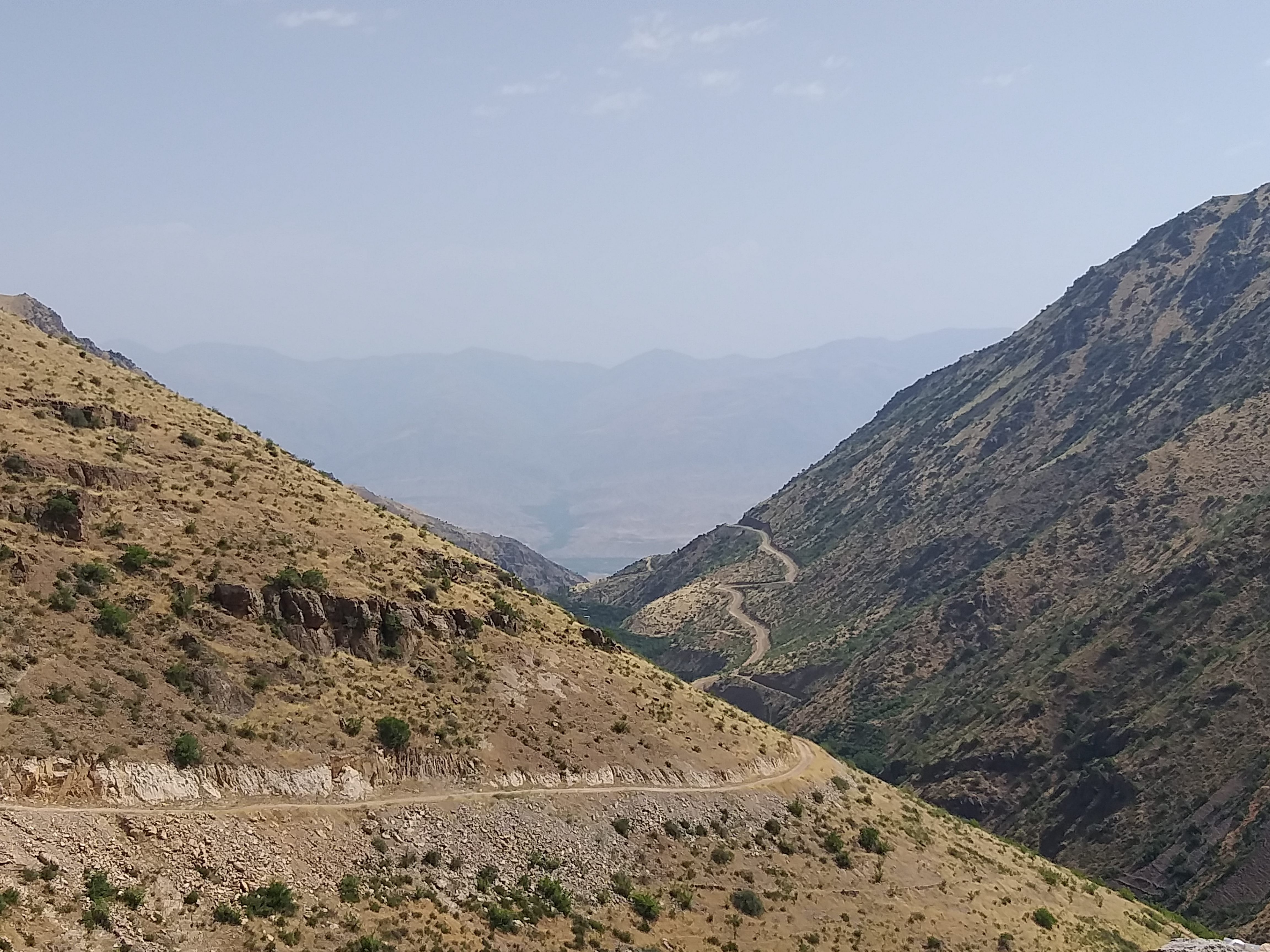

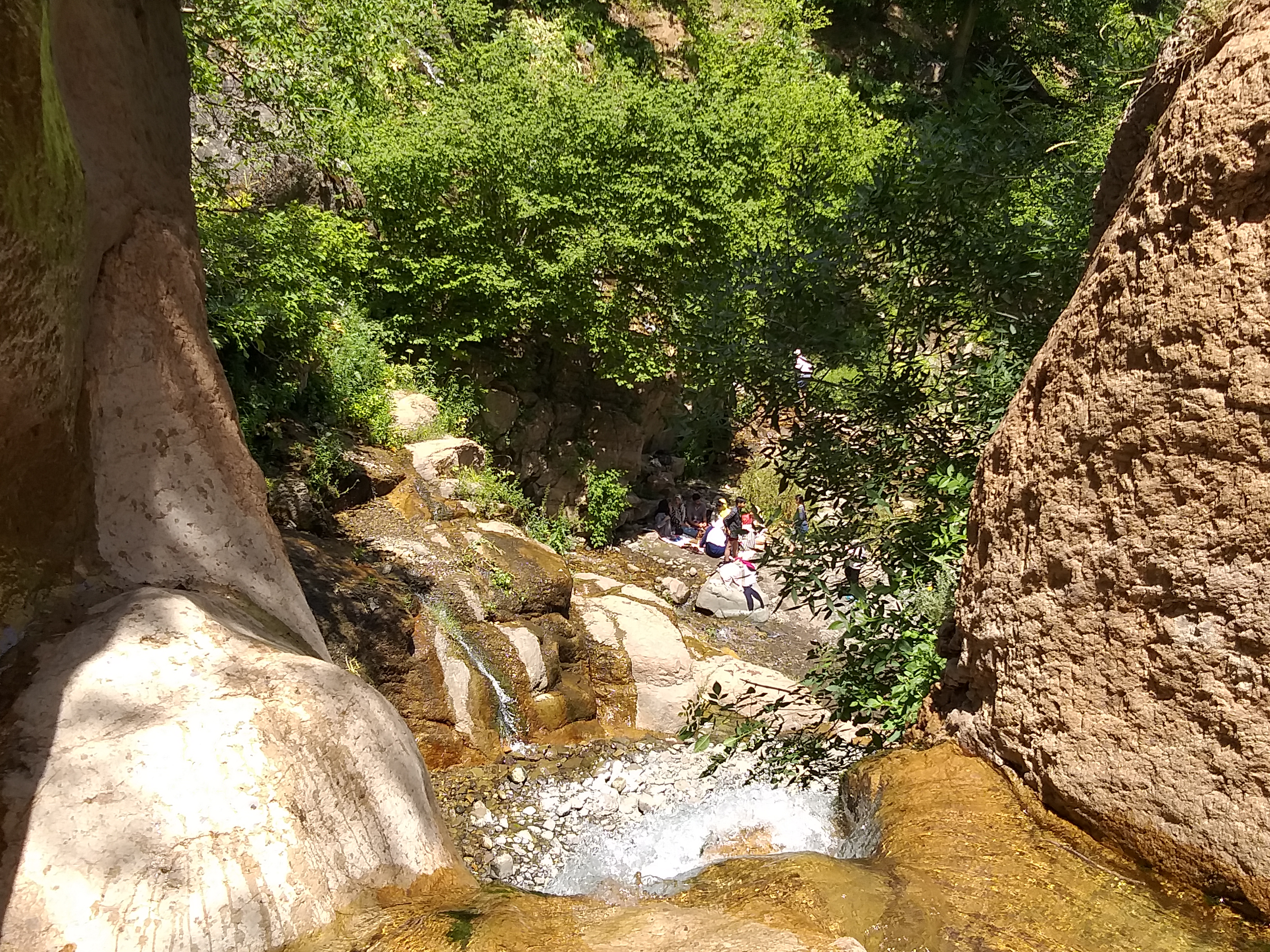

آبشار هشترخان (به فارسی: بوقلمون) یکی از آبشارهای زیبا و چشم‌نواز است که در منطقه‌ای بکر و دست نخورده در روستای لار استان زنجان است.

## معرفی
این منطقه به دلیل قرار گرفتن در قسمتی از دشت وسیع هشترخان (یا هشترخانا) به همین نام شناخته می‌شود.
این آبشار حاصل تلاقی هشت چشمه جوشان است که منظره بدیعی را به وجود آورده‌است.
هشترخان با آبشارهای بلند و پرآبش شناخته می‌شود، آبشارهای حیرت‌انگیزی که در امتداد دره هشترخان پراکنده‌اند که زیبای و عظمت آنها کم‌نظیر است.
در طول مسیر، جنگل درختان فندق، زیبایی خاصی به منطقه داده‌است. منظره عمومی رودخانه قزل‌اوزن و باغ‌های زیبای زیتون از جاده زنجان به طارم و قبل از سرخه دیزج، بسیار جذاب و دیدنی است و ارتفاعات جالب منطقه، باعث پدید آمدن این مناظر بدیع برای مسافران عبوری شده‌است.
درختان کهنسال و آب و هوایی مطبوع، دارای ظرفیت بالای جذب گردشگر است، آبگیر کرد کندی به لحاظ موقعیت استثنایی و سکوت حاکم بر آن، آرامش خاصی به گردشگران می‌دهد و زیبایی‌های اطراف آن چشمان هر بیننده‌ای را خیره می‌کند.
گاهی گروه‌های کوهنوردی و علاقمندان طبیعت از مسیر آب‌بر و کوه‌های شمال آن خود را به ماسوله می‌رسانند و از زیبایی‌های کم‌نظیر طبیعت آن سیراب می‌شوند.

## دسترسی
برای رفتن به هشترخان باید از جاده زنجان به طارم استفاده کنید، پس از سپری کردن حدود ۳۵ کیلومتر از این جاده به منطقه‌ای به نام (خان چایی) می‌رسیم اینجا بایستی وارد جاده فرعی‌ای که به سمت راست و به روستاهای امام و لار و یحی آباد می‌رود شد.
پس از ۱۱ کیلومتر به روستای امام خواهید رسید. تا اینجا جاده آسفالته است، ولی ادامه مسیر ۱۵ کیلومتر این روستا تا روستای لار خاکی و نامناسب است و بایستی به وسیله نیسان ادامه مسیر را پی گرفت.
مسیر کوهپیمایی از روستای لار موازی با رودخانه‌ای که در خط القعر دره قرار دارد تا منطقه سرخه دیزه ادامه دارد.
(به دوستانی که برای اولین بار قصد وارد شدن به منطقه را دارند توصیه می‌شود بدون راهنما از اجرای برنامه پرهیز کنند)